# Roewe 950
Roewe 950 es un automóvil del segmento E producido por Roewe bajo la firma chinesa SAIC Motor, estando en el mercado desde el año 2012 siendo su primera aparición fue en el Salón Internacional del Automóvil de Beijing. Este coche está baseado en el Buick LaCrosse usando la plataforma Epsilon II de General Motors, tiene unas distancias: distancia entre ejes de unos 2.837 mm, un largo de unos 4.996 mm, un ancho de unos 1.857 mm y una altura de unos 1.502 mm. Tiene tres versiones de motores: 2.0 I4, 2.4 I4 y 3.0 V6.